# 베트남 정부수상
베트남 사회주의 공화국 정부 수상(베트남어: Thủ tướng Chính phủ nước Cộng hòa Xã hội chủ nghĩa Việt Nam) 또는 내각수상(베트남어: Chủ tịch Hội đồng Bộ trưởng)은 베트남의 실질적인 정부 수반으로, 회의를 통해 중앙정부와 내각 인사들의 인선과 임무를 부여, 지휘할 수 있으며, 부장과 차장을 인선, 국회의 인준을 받을 수 있다. 국가의 공식 서열은 국가주석, 국가부주석 다음이다. 
베트남의 정부 수상은 베트남 사회주의 공화국의 방위와 안전 보장 이사회의 부주석직을 겸임하고 있다. 수상의 임기는 5년이며 1번의 재선이 가능하다. 현직 수상은 2021년부터 팜민찐이 수상직에 재직중이다. 총리직이 궐위거나 공석인 경우 다시 수상을 선출하거나, 새 수상의 임명 때까지 부수상이 수상직을 대행한다. 1988년 이후 베트남의 수상은 국가권력 서열 4순위로 정해졌다.

## 같이 보기
- 베트남의 국가주석
- 베트남의 총비서
- 베트남의 수상 목록